# استان چورکامپا
استان چورکامپا (به اسپانیایی: Provincia de Churcampa) یک استان در پرو است که در منطقه اوئانکاولیکا واقع شده‌است. استان چورکامپا ۱٬۲۳۲٫۴۵ کیلومتر مربع مساحت و ۴۲٬۷۵۵ نفر جمعیت دارد.